# جليزا 105
جليسي 105 (المعروف أيضا باسم 268 G. CETI) هو نظام نجمي ثلاثي في كوكبة من قيطس. وهو قريب نسبيا من الشمس على مسافة تقدر ب أقل من 24 سنة ضوئية، ولكن مع هذا هو خافت جدا لرؤية مباشرة بالعين المجردة. لم يتم حتى الآن الكشف عن أي الكواكب حول أي نجوم في هذا النظام.

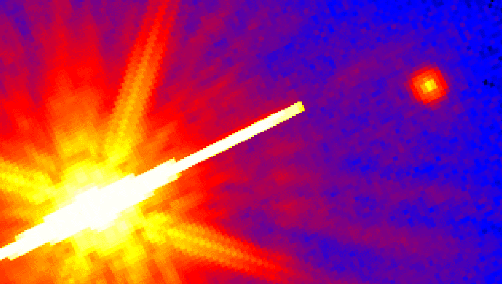
جليسي 105 A (يسار) وC (يمين)

النجم رفيق B له حركة خاصة مشتركة مع A، وهما منفصلان بمقدرة 1200 وحدة فاكية. هو نجم متغير من نوع BY دراكونيس والتي اعطته الخاصية اسم "BX CETI".
الرفيق الثالث C يكمن أقرب إلى A، على مسافة حوالي 24 وحدة فلكية . النجمان لهما محور دوران المداري على بعضهما يقدر بـ 61 عاما. C هو نجم ضئيل نسبيا التي يقع في الطرف الأدنى من نطاق الكتلة اللازمة لتحقيق الاندماج النووي.